# Renard dans la culture
 (avril 2020).

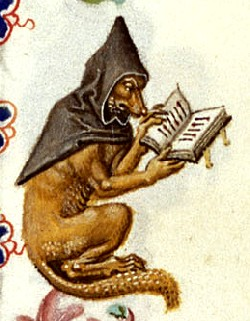
Renard, ou goupil, sur une enluminure (Utrecht, Maître de Catherine de Clèves). Milieu du XVe siècle

Le renard, autrefois appelé goupil, est une figure culturelle ancestrale, présente dans tous les domaines, tant symboliques ou folkloriques qu'artistiques. Si, dans l'imaginaire populaire, il évoque principalement le renard commun ou Renard roux, ce nom vernaculaire peut désigner également d'autres espèces de renards.

## Appellations et expressions
Par analogie de nombreuses espèces très diverses ont en français des noms composés à partir du terme renard, souvent par allusion à la couleur du Renard roux (requins, rongeurs...), à la forme de sa queue (plantes, mammifères...) ou à la consommation qu'en font les renards (fruits, plantes...).
La constellation du petit Renard a été nommée ainsi en raison de sa forme qui évoquait à l'origine un renard tenant dans la gueule une oie.
Le rusé renard a donné son nom à des objets comme le renard qui était, pour la marine à voile ancienne, un mémorandum qui permettait à l'homme de quart ou le timonier de noter pour chaque demi-heure les conditions de navigation. Toujours dans la marine, Le Renard est un bateau ayant appartenu à Robert Surcouf, le célèbre corsaire, et Le Renard est aussi le nom d'un aviso de la Marine Nationale de France. Dans le même esprit, des avions de guerre ont été par exemple nommés Renard R.31 ou Renard Épervier.
En termes de fontainerie, une queue-de-renard désignait au XIXe siècle une longue traînasse de racines qui entrent dans les tuyaux de conduite et les engorgent, et qu'on en retire au moyen d'une « sonde à tire-bourre ». D'autre-part, le Renard, dans les bassins ou réservoirs désigne une petite ouverture ou fente par où l'eau se perd, et qu'on à de la peine à découvrir.
De nombreux patronymes ou toponymes ont aussi été créés, généralement en hommage, soit à la ruse, soit au pelage flamboyant du renard commun.

## Mythes et folklore liés au renard

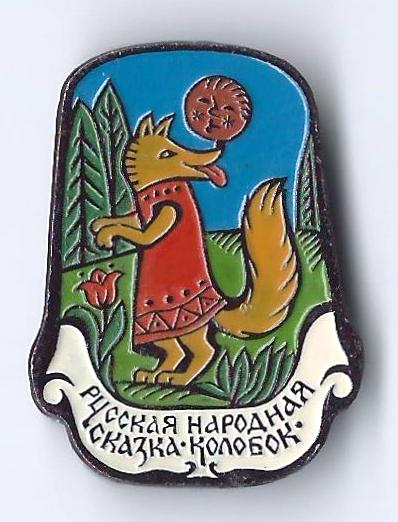
Épinglette russe : « Conte populaire russe : Kolobok ».

Dans l'imaginaire européen, par l'intermédiaires de personnages comme Renart le goupil, le renard est associé à la flatterie, au mensonge, à la malice et à la ruse. De nombreuses populations ont remarqué les mœurs rusées du renard et les traduisent de manières différentes dans leurs récits folkloriques et mythologiques.
Dans de nombreux pays d'Asie de l'est comme la Chine, l'esprit-renard est un personnage au caractère ambiguë, dotés de pouvoirs magique comme la métamorphose et la possession. Il est également associé a des rites religieux, comme au Japon où le renard, connu sous le nom de kitsune, est associé à Inari, la divinité de l'agriculture et de l'industrie. Dans le folklore asiatique, les esprit-renards accumulent des pouvoirs magique au fil des siècles, jusqu'a devenir des êtes spirituels côtoyant les divinités. Les renards à neuf-queues sont les esprits-renards les plus emblématiques.

## Sports et jeux
La chasse au renard est une chasse à courre traditionnelle, originaire du Royaume-Uni, qui consiste à traquer un renard à l'aide de chiens courants en suivant cette meute à pied ou à cheval.
Le lancer de renard était un sport sanguinaire populaire dans certaines parties de l'Europe durant le XVIIe siècle et XVIIIe siècle, où les participants lançaient en l'air des renards et d'autres animaux vivants qui ne survivaient généralement pas à des lancers pouvant atteindre une hauteur de 7,5 m.
Poule renard vipère est un jeu collectif, pratiqué généralement en extérieur dans les cours de récréation. Le but des renards est d'attraper les poules, celui des poules de manger les vipères et les vipères doivent attraper les renards.
Au football un renard des surfaces est une expression qui désigne un buteur, souvent expérimenté, capable de saisir l'opportunité de marquer dans une surface. L'image évoque sa capacité à bien se placer, à se faire oublier ou à se faufiler et à marquer.
Fin stratège, le général allemand Erwin Rommel fut surnommé pendant la seconde guerre mondiale Wüstenfuchs (« le Renard du désert ») car envoyé sur le front africain contre les Américano-britanniques.

## Arts et littérature

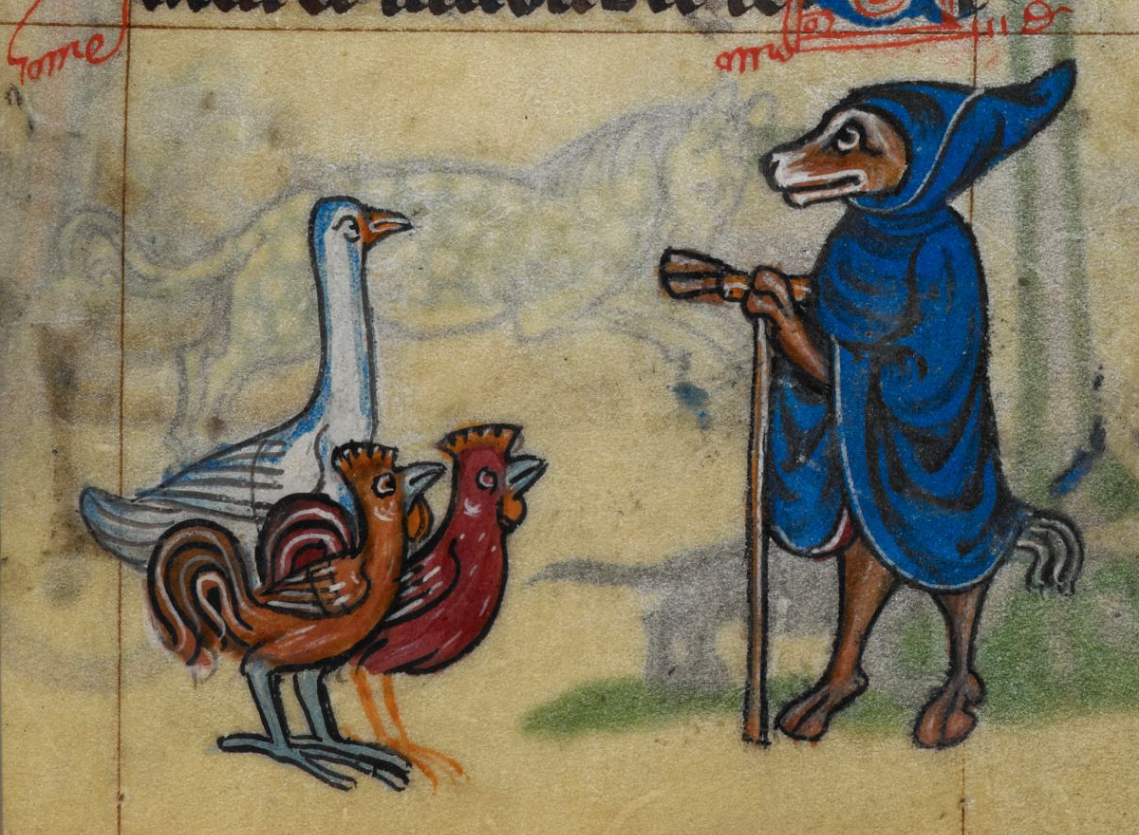
Renard prêchant à une oie et deux poules, Livre d'heures de Maastricht, XIVe siècle.

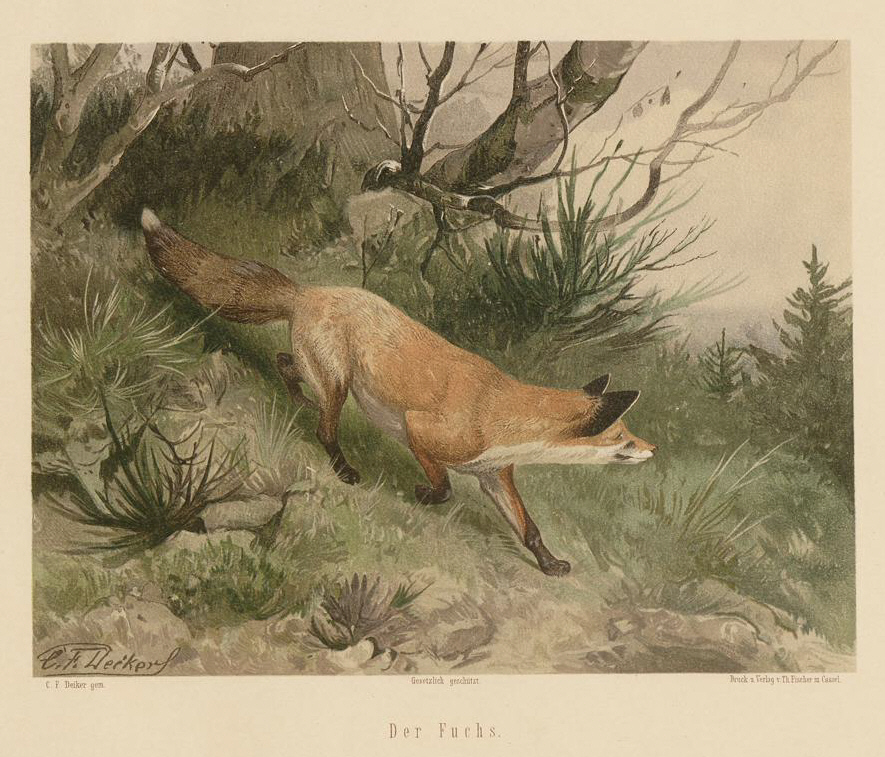
Renard de Carl Friedrich Deiker (1875)

Dans les fictions mettant en scène des humains, le renard est souvent pris comme métaphore du personnage rusé. Par exemple Jack Dawkins dans Le Renard de Charles Dickens et bien d'autres personnages de fiction nommés Le Renard. Mais aussi Zorro, (qui signifie « renard » en espagnol), un personnage créé en 1919 par Johnston McCulley : c'est un justicier masqué vêtu de noir qui combat l'injustice en Californie espagnole au XIXe siècle. Ce personnage a inspiré des romans, des bandes dessinées, des films, des séries télévisées, des dessins animés, des jeux et d'autres héros masqués.
Dans les fictions animalières, en Europe, les renards apparaissent dans plusieurs récits mélangeant faits réels et fiction, où ils sont souvent persécutés. Au Moyen Âge, il est souvent dépeint en tant que membre du clergé, courtisant ses assistances, des moutons, qu'il peut à loisir croquer. Dans les siècles suivants, c'est plutôt la ruse du renard qui est mise en avant, qu'elle soit sournoise ou astucieuse.

### Littérature
Parmi les textes célèbres mettant en scène un renard, on peut citer :
Le Roman de Renart, datant du Moyen Âge et son adaptation au XXe siècle par Maurice Genevoix, Le Roman de Renard (Genevoix).
Les fables d'Ésope de l'Antiquité grecque, qui inspirèrent Jean de La Fontaine au XVIIe siècle :
- Le Corbeau et le Renard, qui montre un renard flatteur et trompeur.
- Le Renard et la Cigogne, qui montre un renard penaud de s'être retrouvé piégé par la cigogne qu'il avait trompée.
- Le Renard et les Raisins, qui montre un renard feignant de mépriser des raisins inaccessibles.
- Le Renard et le Bouc: le renard se sort du puits où il était tombé avec le bouc en montant sur les cornes de celui-ci, mais sans tenir la promesse qu'il avait faite d'aider ensuite son compère à s'en extraire.
- etc.

Dans Pinocchio de Carlo Collodi, un renard qui feint d'être boiteux et un chat qui prétend être aveugle parviennent toujours à détourner le héros principal du droit chemin.
La nouvelle La tragique aventure de Goupil, issue du recueil De Goupil à Margot, de Louis Pergaud, met en scène un renard capturé par un braconnier lequel, pour se venger du mal qu'il lui a donné, lui attache le collier de son chien avant de le relâcher. À cause du bruit que fait la médaille à chaque mouvement de l'animal, celui-ci ne peut plus ni chasser, ni se reproduire. Il finit par aller mourir devant la porte de son tortionnaire, non sans lui faire la peur de sa vie.
En 1922, La Femme changée en renard, court roman de l'écrivain britannique David Garnett, raconte l'histoire d'une femme mariée soudainement métamorphosée en renarde et dont son mari s'occupe fidèlement après sa transformation.
En 1943, dans Le Petit Prince d'Antoine de Saint-Exupéry, un renard apprend au héros principal la vraie valeur des choses et en premier lieu celle de l'amitié. La même année, dans le livre pour enfants La Vache orange, un renard est le deuxième personnage principal de l'histoire.
Fantastique Maître Renard est un livre pour enfants écrit par Roald Dahl, où un renard qui trouve une astuce pour échapper à la famine, ainsi que d'autres animaux, quand trois fermiers décident d'établir un blocus pour l'empêcher de venir voler leurs volailles. En 2010 il a été adapté en animation en volume sous le titre de Fantastic Mr. Fox.
Le Renard et le Chien courant est un roman de Daniel P. Mannix paru en 1967 et qui a inspiré les longs-métrages d'animation des studios Disney, Rox et Rouky (1981) et Rox et Rouky 2 (2006). C'est l'histoire de l'adversité d'un chien et d'un renard roux.

### Films et animations
Le Renard et l'Enfant est un film dramatique réalisé par Luc Jacquet raconte l'histoire d'un fillette liée d'amitié avec un renard qu'elle parvient à apprivoiser.
La Chasse au renard est un dessin animé de Donald Duck produit par Walt Disney.
Le renard est également présent dans les films Robin des Bois et Zootopie.

### Musique
Leoš Janáček a écrit un opéra intitulé La Petite Renarde rusée.
Dans Renard, un ballet d’Igor Stravinsky, inspiré d’un conte russe, un renard s'attaque à un coq en se déguisant en religieuse, puis en mendiante.
Une chanson enfantine allemande intitulée Fuchs, du hast die Gans gestohlen (littéralement : Renard, tu as volé l'oie) raconte la mise à mort par un chasseur d’un renard ayant dérobé une oie.